# Ernst Frech
Ernst August Victor Frech (* 29. November 1866 in Kork (Kehl); † 12. November 1930 in Emmendingen) war ein deutscher Oberamtmann und Landrat.

## Leben und Wirken
Frech wurde als Sohn des großherzoglichen Oberamtmanns und späteren Landeskommissärs Albert Frech geboren und studierte in Heidelberg Rechtswissenschaften. Dort wurde er Mitglied der Burschenschaft Vineta Heidelberg. Nach seinen Examina 1890 und 1894 trat er 1894 in die badische Innenverwaltung ein und wurde 1898 Amtmann im Bezirk Mannheim. 1903 wurde er Oberamtmann und Bezirksvorstand in St. Blasien; 1908 Amtsvorstand im Bezirksamt Neustadt, 1913 im Bezirksamt Waldkirch, wo er 1924 Landrat wurde. 1917 wurde er zum Geheimen Regierungsrat ernannt. 1927 übernahm er den Amtsvorstand in Emmendingen.